# Peter Pryor
Peter Pryor (25 de fevereiro de 1930 — 19 de fevereiro de 2005) foi um ciclista australiano que competiu nos Jogos Olímpicos de Verão de 1952, representando a Austrália.